# Timarcha pratensis
Timarcha pratensis is een keversoort uit de familie bladkevers (Chrysomelidae). De wetenschappelijke naam van de soort werd in 1825 gepubliceerd door Caspar Erasmus Duftschmid.